# Munidopsis barbarae
Munidopsis barbarae is een tienpotigensoort uit de familie van de Munidopsidae. De wetenschappelijke naam van de soort is voor het eerst geldig gepubliceerd in 1927 door Boone.